# Mr. and Mrs. Iyer
Pour les articles homonymes, voir Iyer (homonymie).
Pour plus de détails, voir Fiche technique et Distribution.
Mr. and Mrs. Iyer est un film dramatique indien, écrit et réalisé par Aparna Sen, sorti en 2002.
Le film raconte la rencontre entre une jeune mère de famille brahmane traditionaliste et un photographe musulman libéral, qui apprennent non sans difficulté à se connaître, s'entraider puis s'apprécier, au cours d'un voyage troublé par des violences inter-religieuses,.

## Synopsis
Meenakshi Iyer (Konkona Sen Sharma), jeune mère de famille tamoule, part rejoindre son mari à Calcutta en compagnie de son fils âgé d'un an, à l'issue d'un séjour chez ses parents. Ceux-ci, inquiets à la perspective de ce long voyage en car et en train, demandent à Raja, un photographe animalier que leur a brièvement présenté un ami, de veiller sur elle. Bien qu'à contre cœur, Meenakshi demande à Raja de l'aider à s'occuper de son bébé et c'est ainsi qu'ils passent pour mari et femme aux yeux des autres passagers : un couple de musulmans âgés, des joueurs de cartes, des sikhs, deux jeunes gens très amoureux, une mère et son fils handicapé... et une bande de joyeux adolescents.
Bien qu'inconfortable, le voyage se poursuit sans incident jusqu'au moment où le car est arrêté à un barrage : la police annonce que des troubles inter religieux ont éclaté et que le couvre feu est instauré, contraignant les voyageurs à dormir dans le véhicule. Raja révèle alors à Meenakshi qu'il s'appelle Jehangir Chowdhury (Rahul Bose) et qu'il est musulman. La jeune femme, brahmane traditionaliste, est horrifiée à l'idée d'avoir côtoyé un musulman cependant, lorsqu'au milieu de la nuit une bande d'émeutiers hindous pénètre dans le bus interrogeant les voyageurs sur leur religion et leur identité, Meenakshi met son bébé dans les bras de Raja et déclare qu'ils sont Mr. and Mrs. Iyer. Elle lui évite ainsi de subir le sort du couple de vieux musulmans qui, malgré les protestations d'une adolescente, est brutalement arraché du bus et dont on devinera par la suite qu'il a été massacré.
Les routes étant toujours bloquées, chacun cherche un hébergement dans un village voisin. N'y parvenant pas, Meenakshi, Raja et le bébé sont conduits par la police dans un bungalow délabré, perdu en pleine forêt. Meenakshi refuse d'y partager la seule chambre habitable avec Raja qui lui reproche ses principes arriérés au cours d'une querelle. Toutefois, durant les jours suivants, la violence des scènes dont ils sont témoins et l'obligation de jouer aux jeunes époux face à leurs compagnons de voyage, les amènent à échanger, à se comprendre, à s'apprécier et même à passer d'agréables moments ensemble. Dans le train qui les mène à Calcutta, Meenakshi et Raja, sans un mot, prennent conscience de l'attirance et des sentiments qu'ils éprouvent l'un pour l'autre. Sur le quai de la gare, alors que la jeune femme est accueillie par le vrai Mr. Iyer, Raja s'éloigne après lui avoir remis la pellicule des photographies prises lors de leur séjour forcé dans le bungalow.

## Fiche technique
Sauf indication contraire, les informations mentionnées dans cette section peuvent être confirmées par la base de données cinématographiques IMDb,  présente dans la section « Liens externes ».
- Titre : Mr. and Mrs. Iyer
- Réalisation : Aparna Sen
- Scénario : Aparna Sen, Dulal Dey
- Direction artistique : Gautam Bose, Nikhil Baran Sengupta
- Costumes : Sabarni Das
- Photographie : Goutam Ghose
- Montage : Raviranjan Maitra
- Musique : Ustad Zakir Hussain
- Production : N. Venkatesan
- Société de production : Triplecom Media Production
- Sociétés de distribution : Eastern Railways, Tips Exports
- Pays d'origine :  Inde
- Langues : Hindi, anglais, bengali, ourdou, pendjabi, tamoul
- Format : Couleurs - 2,35:1 - DTS / Dolby Digital / SDDS - 35 mm
- Genre : Drame
- Durée : 120 minutes (2 h 00)
- Dates de sorties en salles :
  -  Inde : 19 juillet 2002

## Distribution
- Konkona Sen Sharma : Meenakshi S. Iyer
- Rahul Bose : Jehangir "Raja" Chowdhury
- Bhisham Sahni : Iqbal Ahmed Khan
- Surekha Sikri : Najma Ahmed Khan
- Bharat Kaul : Rajesh Arora, l'officier de police
- Anjan Dutt : Cohen
- Niharika Seth, Riddhi Basu, Richa Vyas, Eden Das, Jishnu Sengupta : le groupe de jeunes

## Distinctions
| Année                   | Distinction                        | Catégorie             | Nom                       | Résultat   |
| ----------------------- | ---------------------------------- | --------------------- | ------------------------- | ---------- |
| 1er au 11 août 2002     | Locarno Festival                   | Prix NETPAC           | Aparna Sen                | Lauréat    |
| 1er au 11 août 2002     | Locarno Festival                   | Prix spécial du jury  | Aparna Sen                | 2e place   |
| 1er au 11 août 2002     | Locarno Festival                   | Léopard d'or          | Aparna Sen                | Nomination |
| 1er au 10 novembre 2002 | Hawaii International Film Festival | Meilleur film         | Aparna Sen                | Lauréat    |
| 7 au 15 août 2003       | CIFF                               | Meilleur scénario     | Aparna Sen                | Lauréat    |
| 28 mars au 5 avril 2003 | Festival du film de Las Palmas     | Lady Harimaguada d'or | Aparna Sen                | Lauréat    |
| 3 au 16 avril 2003      | Festival du film de Philadelphie   | Meilleur film         | Aparna Sen                | Lauréat    |
| 29 décembre 2003        | National Film Awards               | Meilleur réalisateur  | Aparna Sen                | Lauréat    |
| 29 décembre 2003        | National Film Awards               | Meilleure actrice     | Konkona Sen Sharma        | Lauréat    |
| 29 décembre 2003        | National Film Awards               | Meilleur scénario     | Aparna Sen                | Lauréat    |
| 29 décembre 2003        | National Film Awards               | Prix Nargis Dutt      | Aparna Sen, N. Venkatesan | Lauréat    |